# دمیتری تراتسیاکو
دمیتری تراتسیاکو (انگلیسی: Dzmitry Tratsiakou؛ زادهٔ ۲۵ سپتامبر ۱۹۹۳) قایقران کانو اهل بلاروس است.
وی در مسابقات کشوری و بین‌المللی در مجموع برندهٔ ۱ مدال برنز شده‌است.